# Велика Глуша
Вели́ка Глу́ша — село в Україні, у Камінь-Каширській громаді Камінь-Каширського району Волинської області. Центр Великоглушанського старостинського округу.
Населення становить 1 630 осіб станом на 2023 рік.

## Історія
До утворення князівств землі розташування села були межею племен дулібів (волинян, бужан), деревлян та дреговичів.
У V столітті до н. е. тут була поширена тщинецька культура, у V—IV століттях до н. е. — лужицька культура, в III—II століттях до н. е. — балто-слов'янська зарубинецька культура. Час та обставини появи на терені волинян у різних дослідників різняться. За одними, волиняни з'являються в регіоні в IV—VI століттях й входили до дулібсько-волинянського племінного об'єднання. За Ярославом Ісаєвичем у VII—IX століттях тут мешкало плем'я дулібів. За Володимиром Сергійчуком з VIII століття на заході Берестейщини проживали племена волинян, а на сході — деревляни. За іншими дослідниками, на Берестейщині до IX століття мешкало племінне об'єднання ятвягів, проте пізніше тут почали освоюватися спочатку дреговичі, потім, в IX—XII століттях і значно інтенсивніше, волиняни, північна межа колонізації яких обмежувалася Пінськими болотами, Біловезькою Пущею та річкою Ясельдою.

### ПеріодКиївської Русі(кінецьIX ст.-ХІІІ ст.)
Територія розташування села входила до Берестейської землі і знаходилась на межі Волинського князівства (з центром у місті Володимир) та Турівсько-Пінського князівства (з центром в Турові, а потім в Пінську). Імовірно кордон між князівствами проходив по річці Прип'ять.

### ПеріодГалицько-Волинського князівства(1199-1316)
У 1199 році князь волинський Роман Мстиславич утворює Галицько-Волинське князівство, до якого крім Волині та Галичини входить Берестейська та Дорогичиська землі, а Турово-Пинське князівство потрапляє під його протекторат. Таким чином територія села ввійшла складу до Галицько-Волинського князівства.
У Галицько-Волинському літописі щодо Берестейської землі в 1213 році вжита паралельна назва Україна: «Даниїлу же возвратившуся к домови і єха з братом, і прия Берестій, і Угровеськ, в Верещин, і Комов, і всю Україну». У цей час на Полісся та Підляшшя стали активно здійснювати напади лицарі-хрестоносці, які припинилися після розгрому їхнього війська Данилом Галицьким у 1237—1238 роках.
Частими були також напади на Полісся ятвягів та литовців. У 1251—1253 роках руський король Данило Галицький дарував половцям хана Тегака землі на Берестейщині, для захисту північної Волині від нападів ятвягів та литовців. Кочовики заснували там 40 поселень й зберігали свою ідентичність до початку XVI століття.

### ПеріодВеликого князівства Литовського(1316-1569)
Взимку 1316 року литовська армія на чолі з Гедимином пішла походом на Галицько-Волинське князівство, який закінчився приєднанням частини Берестейської землі до складу Великого князівства Литовського. Точна дата остаточного приєднання території села до Литви невідома й у різних дослідників різниться.
Ймовірно з 1320-х років територія села входила до складу Троцького, а з 1513—1520 років — до Підляського воєводства Великого князівства Литовського.
У 1404—1519 роках у складі Великого князівства Литовського існувало удільне Кобринське князівство, яке належало князям Кобринським, потомкам князя Ольгерда.
1566 року східна частина Берестейської землі з містами Берестям, Кобринем, Кам'янцем і Пінським повітом увійшла до новоствореного Берестейського воєводства.

### Період Речі Посполитої (1569-1795)
За Люблінською унією територія де розташоване село перейшла до Волинського воєводства.
У 1595 році під час повстання Наливайка в околицях Пінська двічі побувала козацька армія. У вересні 1648 року після появи невеликого козацького загону почалося повстання в Бересті, внаслідок якого було повалено шляхту та заявлено про приєднання до української козацької держави. У жовтні 1648 року повстало населення Пінська, Турова, Янова, Кобрина. Повстання було придушене лише в січні 1649 року польським військом на чолі з гетьманом литовським Радзивіллом. Згодом полковник Війська Запорізького Думинський організовував у Берестейщині (за вказівкою Хмельницького) підпільну повстанську мережу доки не був арештований влітку 1651 року та згодом страчений. У 1655—1659 роках до складу Гетьманщини входив Пінсько-Турівській козацький полк, центром якого було місто Давид-Городок у Пінському повіті. 1657 року пінська шляхта, очолювана Лукашем Єльським, проголосила про своє входження до Гетьманщини. За договором від 16 жовтня 1657 року між Богданом Хмельницьким та шведським королем Карлом X Берестейське воєводство повинно було цілком увійти до складу козацької держави. У 1658—1660 роках на Поліссі діяв козацький загін полковника Василевича, дещо згодом болотними літниками проходив загін Кургана. У 1664—1666 роках на Поліссі діяв повстанський селянсько-козацький загін полковника Василевича.
В другій половині XVIII ст. Великою Глушею заволоділа родина Красицьких. Коритницькому старості, графу Вінценту Красицькому (1709-1752) місцевість сподобалась і він вирішив тут оселитись та започаткувати нову родову гілку, яка була названа як волинсько-литовська. Відомо, що його дружиною була Марія Джозефа Шанявська гербу Юноша. В тогочасних джерелах про Красицького писали, що він є «дідичем Ворокомлі та Великої Глуші».
Далі Велика Глуша перейшла у спадок до Станіслава Красицького, белзького підкоморія. Станіслав Красицький був одружений із Марією Полєтилувною.
По спадку маєток у Великій Глуші перейшов до їх сина Кароля (1776-1845), який мав дружину Анну Броель-Плятер.
Кароль в свою чергу заповів своєму сину маєток, отож володіння перейшли в руки Леона Красицького (який помер у 1853 р.).
Останнім власником маєтку у Великій Глуші по лінії родини Красицьких став син Леона – Едвард (помер у 1876 р.). Його дружиною була княгиня Габріеля Огіньська.
В родині було п’ятеро доньок, тому палац у Великій Глуші успадкувала одна із них, а саме третя – Марія Казиміра. Вона вийшла заміж з графа Вінцеслава Любєнського (рік народження 1862). Саме тоді  Велика Глуша офіційно перейшла у володіння до родини графів Любєнських.

### Період окупації Російською імперією (1795 - 1917)
Після другого поділу Польщі село відійшло до складу Російської імперії.
З 1795 року містечко Велика Глуша було центром Великоглушанської волості Ковельського повіту Волинської губернії Російської імперії.
У 1915—1918 роках Полісся і Волинь по лінії Барановичі — Пінськ — Камінь-Каширський зайняли німецькі війська, чимало мирного населення евакуювалося на схід, у далеку глибину Російської імперії.

### ПеріодУкраїнської Народної РеспублікитаГетьманату(1918-1920)
З 6 березня 1918 року село входило до складу землі Волинь або землі Підляшшя Української Народної Республіки.
З 29 квітня 1918 року Скоропадським змінено адміністративний поділ та відновлено Волинську губернію в складі Української держави. Губернським комісаром Генерального секретаріату призначено — В'язлова Андрія Григоровича.

### Період Польської республіки (1920-1939)
Гміна Велика Глуша 12 грудня 1920 р. разом з гмінами Хотешів, Леликів, Сошично, Боровно і Камінь Каширськ ввійшли до складу новоствореного Каширський повіту (утворений  з частини Ковельського повіту). Адміністративним центром було містечко Камінь-Каширський. 19 лютого 1921 р. Каширський повіт увійшов до складу новоутвореного Поліського воєводства.
За Ризьким миром 18 березня 1921 року село остаточно закріплено в складі Польщі.
Розпорядженням Ради Міністрів 19 березня 1928 р. з ґміни Леликів Кобринського повіту вилучені села Почапи, Вілька Щитинська і Залухів та включені до ґміни Велика Глуша Каширського повіту.

### Період радянської окупації (1939-1991)
У вересні 1939 року відповідно до пакту Молотова — Ріббентропа СРСР і Німеччина розділили між собою територію Польщі. Кордон між УРСР і БРСР прокладено за адміністративною межею між Волинським і Поліським воєводствами з частковим випрямленням шляхом приєднання до УРСР Камінь-Каширського повіту та окремих сіл Кобринського і Дорогичинського повітів. Проти цього рішення в Бересті, Кобрині та Пінську відбулися демонстрації жителів міст з проханням включити ці землі до складу УРСР.
27 листопада 1939 р. село включено до новоутвореної Волинської області. 17 січня 1940 р. Каширський повіт ліквідовано у зв'язку з розподілом його на Любешівський і Камінь-Каширський райони.
Під час німецької окупації в серпні 1941 року німецька влада включила село до генеральної округи Волинь новоствореного Райхскомісаріату Україна (Камінь-Каширський, Ковельський, Пінський, Кобринський гебіти).

### Період незалежності (1991- сьогодні)
22 лютого 2014 року демонтовано пам'ятник Леніну, що був останнім у області.
Наприкінці березня 2018 року українські геофізики знайшли на півночі Афганістану (провінція Балх) радянського солдата, який був на чужині вже 30 років. Повернувшись в Україну, учасники експедиції почали шукати дані про зниклих безвісти солдатів в Афганістані. Ним виявився Ігор Білокуров — офіцер радянської армії з волинського села Велика Глуша, який 9 квітня 1988 року з контузією потрапив у полон під Кандагаром.
З радянських часів до адміністративної реформи 2020 року село було центром Великоглушанської сільської ради Любешівського району Волинської області.

## Населення
Згідно з переписом УРСР 1989 року чисельність наявного населення села становила 1933 особи, з яких 952 чоловіки та 981 жінка.
За переписом населення України 2001 року в селі мешкало 1876 осіб.

### Мова
Розподіл населення за рідною мовою за даними перепису 2001 року:
| Мова       | Відсоток |
| ---------- | -------- |
| українська | 99,57 %  |
| російська  | 0,37 %   |
| білоруська | 0,05 %   |

## Фільм про Велику Глушу
Чорно-білий фільм «Флоріан» режисера Леонарда Бочковського вийшов у прокат 28 жовтня 1938 року. Фільм був екранізацією повісті Марії Родзевич під назвою «Флоріан із Великої Глуші».

## Палац графів Красицьких
Найстарішим зображенням палацу у Великій Глуші, є малюнок Наполеона Орди. З історії дізнаємось, що вкінці XVIII - на початку ХІХ ст. в Великій Глуші родина графів Красицьких звела палац в стилі італійської вілли, а це було дуже не типово для поліського регіону. Палац був справжньою родзинкою на яку приходили подивитись з усіх усюд.
З описів будівлі знаємо, що там був просторий стильний салон, їдальня та кілька спалень для господарів та гостей. На підлозі був дубовий паркет. В палаці можна було проживати цілий рік, це не була літня резиденція, адже в кожній кімнаті були муровані каміни, що робили перебування в палаці максимально комфортним.
Окрасою інтер’єру салону, в якому часто відбувались бали та музичні вечори було фортепіано французької марки Плейель, привезене з самого Парижу. На стінах кімнат були англійські та французькі гравюри, замовлені в Європі, умисне для інтер’єру палацу Красицьких. Посеред стелі салону висіла велика бронзова люстра.
Меблі палацу були підібрані, в тоді модному, інтер’єрному стилі французького правителя Людовіка XIV, ампір та із махагонієвого дерева.
Проте найбільш вартісною була родинна бібліотека, яка зберігалась в окремому кабінеті. Стародруки XVI ст., які вже тоді становили велику цінність були сховані від домашніх та гостей, господарем маєтку в спеціальних скринях, що дозволяли їх зберігати довгий період. Скоріше всього родина графа переїхала до Польщі, невідомо чи змогли вони вивести все добро, чи його розікрали. Також не знаємо про долю цінної бібліотеки.
В часи Другої світової війни палац графів Красицьких спочатку був спалений, а вже потім розібраний місцевими жителями на цеглу. 

## Церква
УСПІНСЬКА ЦЕРКВА, побудована у 1779р.
Дерев'яна, кам'яний фундамент, тризрубна, одноверха. Апсида. П'ятигранна, подовжена. Зруби рівновисокі, центральний перекритий зімкнутим зрубним склепінням на світловому вісімці. Обшивка горизонтальна без нащільників. У 1873 р. зведено двоярусну дзвіницю-вісімку на четверику, вкриту наметом; нижній ярус – рубаний, верхній – каркасний. Дзвіниця істотно змінила характерну для Волині композицію церкви, надала їй риси російської архітектури кінця XIX-початку XX ст.

## Відомі люди
- Токарчук Володимир ? - заслужений меліоратор України.
- Кобак Іван ? - штангіст, майстер спорту СРСР.
- Ковзолович Валентин Петрович (1977–2022) – солдат Збройних Сил України, учасник російсько-української війни. Загинув 5-го червня 2022 р. під час виконання бойового завдання у Донецькій області.
- Пасік Віктор Миколайович(1973–2022) – солдат Збройних Сил України, учасник російсько-української війни. Загинув 6-го липня 2022 р. під час ворожого обстрілу на Донеччині.
- Плясун Микола Миколайович (1970-2022) – солдат Збройних Сил України, учасник російсько-української війни. Загинув 1 жовтня 2022 р. в Херсонській області. Похований 28 жовтня 2023 року на місцевому кладовищі села Велика Глуша.
- Лахай Андрій Олександрович (1997-2023) – солдат Збройних Сил України, учасник російсько-української війни. Загинув 14 березня 2023 р. в Харківській області. Похований 8 грудня 2023 року на місцевому кладовищі села Велика Глуша.
- Мельник Іван Юрійович (1995-2024)  – солдат Збройних Сил України, учасник російсько-української війни. Загинув 29 квітня 2024 р. в Донецькій області під час виконання бойового завдання. Похований 2 травня 2024 р. на Запільському кладовищі села Велика Глуша.
- Лахай Іван Юрійович (1999-2024)  – солдат Збройних Сил України, учасник російсько-української війни. Загинув 23 травня 2024 р. в Луганській області під час виконання бойового завдання. Похований 28 травня 2024 р. на Янівському кладовищі села Велика Глуша.
- Корчига Владислав Валерійович (1999-2024)  – солдат Збройних Сил України, учасник російсько-української війни. Життя обірвалося трагічно 22 грудня 2024 року у Луганській області.
- Динь Богдан Євгенійович (2001-2025)  – солдат Збройних Сил України, учасник російсько-української війни. Життя обірвалося трагічно 5 січня 2025 року у Харківській області. Похований 9 січня 2025 року на місцевому кладовищі села Велика Глуша.
- Гембік Сергій Олексійович (1994-2025)  – солдат Збройних Сил України, учасник російсько-української війни. Життя обірвалося трагічно 6 січня 2025 року у Курській області. Похований 12 січня 2025 року на місцевому кладовищі села Велика Глуша.